# Платт-Лейк (тауншип, Миннесота)
Платт-Лейк (англ. Platte Lake) — тауншип в округе Кроу-Уинг, Миннесота, США. На 2000 год его население составило 305 человек.

## География
По данным Бюро переписи населения США площадь тауншипа составляет 93,2 км², из которых 92,3 км² занимает суша, а 0,8 км² — вода (0,89 %).

## Демография
По данным переписи населения 2000 года здесь находились 305 человек, 112 домохозяйств и 84 семьи.  Плотность населения —  3,3 чел./км².  На территории тауншипа расположена 161 постройка со средней плотностью 1,7 построек на один квадратный километр. Расовый состав населения: 94,10 % белых, 0,66 % коренных американцев, 2,30 % азиатов, 1,31 % — других рас США и 1,64 % приходится на две или более других рас. Испанцы или латиноамериканцы любой расы составляли 0,98 % от популяции тауншипа.
Из 112 домохозяйств в 38,4 % воспитывались дети до 18 лет, в 60,7 % проживали супружеские пары, в 8,0 % проживали незамужние женщины и в 25,0 % домохозяйств проживали несемейные люди. 20,5 % домохозяйств состояли из одного человека, при том 7,1 % из — одиноких пожилых людей старше 65 лет. Средний размер домохозяйства — 2,72, а семьи — 3,11 человека.
26,2 % населения — младше 18 лет, 9,5 % — в возрасте от 18 до 24 лет, 32,1 % — от 25 до 44, 23,6 % — от 45 до 64, и 8,5 % — старше 65 лет. Средний возраст — 34 года. На каждые 100 женщин приходилось 95,5 мужчин.  На каждые 100 женщин старше 18 приходилось 108,3 мужчин.
Средний годовой доход домохозяйства составлял 32 857 долларов, а средний годовой доход семьи —  41 667 долларов. Средний доход мужчин —  25 750  долларов, в то время как у женщин — 28 750. Доход на душу населения составил 14 899 долларов. За чертой бедности находились 8,0 % семей и 10,2 % всего населения тауншипа, из которых 6,7 % младше 18 и 20,7 % старше 65 лет.